# Liten Falkeholm
Liten Ewa Marie Falkeholm, ursprungligen Eva Marie Falkeholm, född 1 juni 1954 i Norrköping, är en svensk elbasist som spelar rock.
Falkeholm har tidigare varit medlem i grupperna Piska mig hårt, Eldkvarn, Tant Strul, och Aunt Fuzz (tillsammans med Kajsa Grytt och Nike Markelius från Tant Strul). Sedan år 2008 spelar Falkeholm bas och sjunger i bandet Svart Smultron, tillsammans med Birgitta Linder (gitarr och sång) och Johan Nordlind (trummor), bägge från Le Muhr. Från 2020 består Svart smultron av Liten och, på keyboard, Malena Jönsson.  Liten spelade åren 2011 - ca 2018 även i bandet Dom orena som gav ut 3 album.
Hennes dotter, (tillsammans med Tony Thorén, Eldkvarns basist)  Maja Thorén, har spelat i banden Le Muhr och Åh lilla emo.